# تکسارکنا (تگزاس)

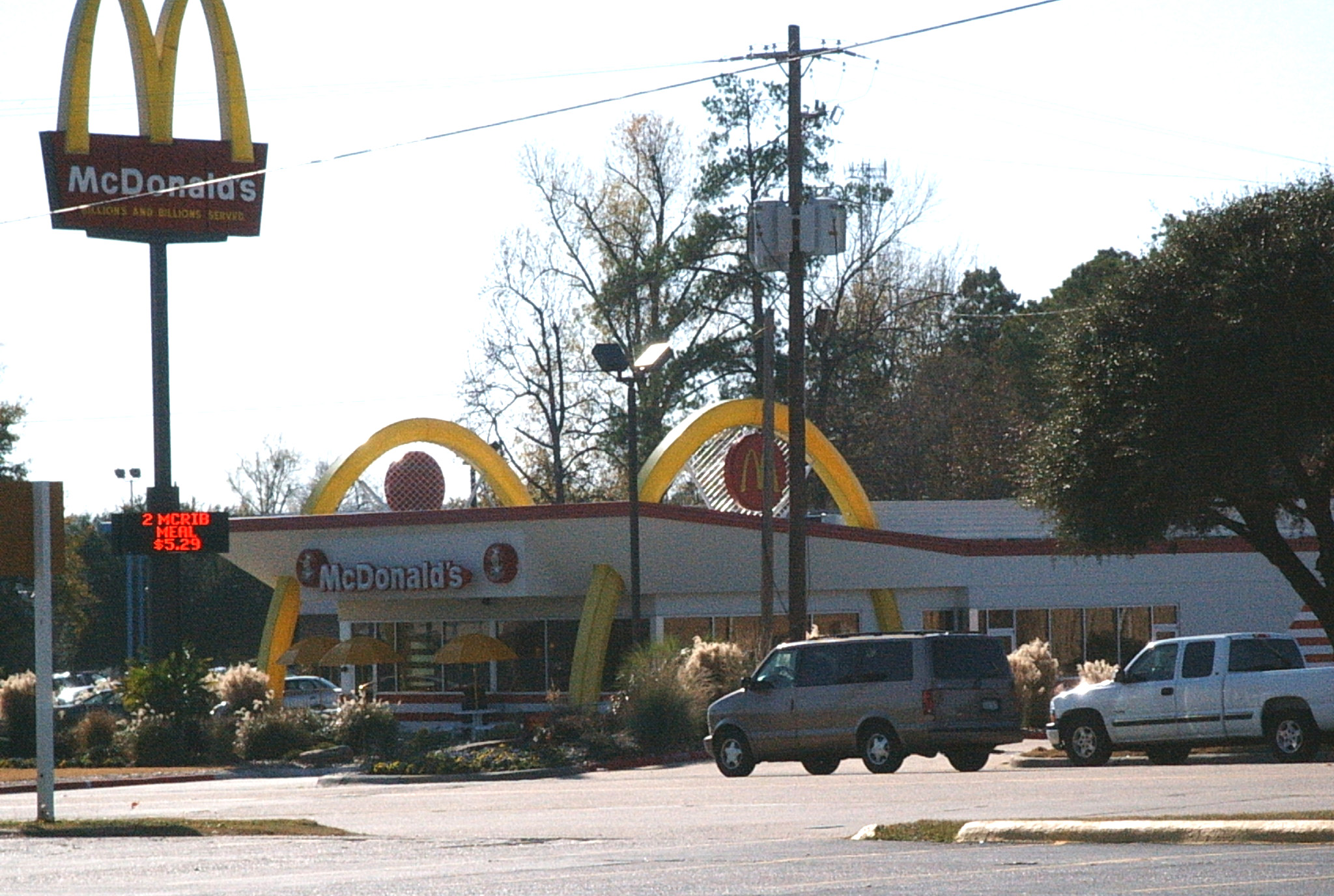

تکسارکنا (به انگلیسی: Texarkana) شهری است در شمال-شرق ایالت تکزاس.
این شهر، همانطوریکه از اسمش پیداست، بر روی مرز ایالات تگزاس و آرکنسا قرار دارد.

## نگارخانه

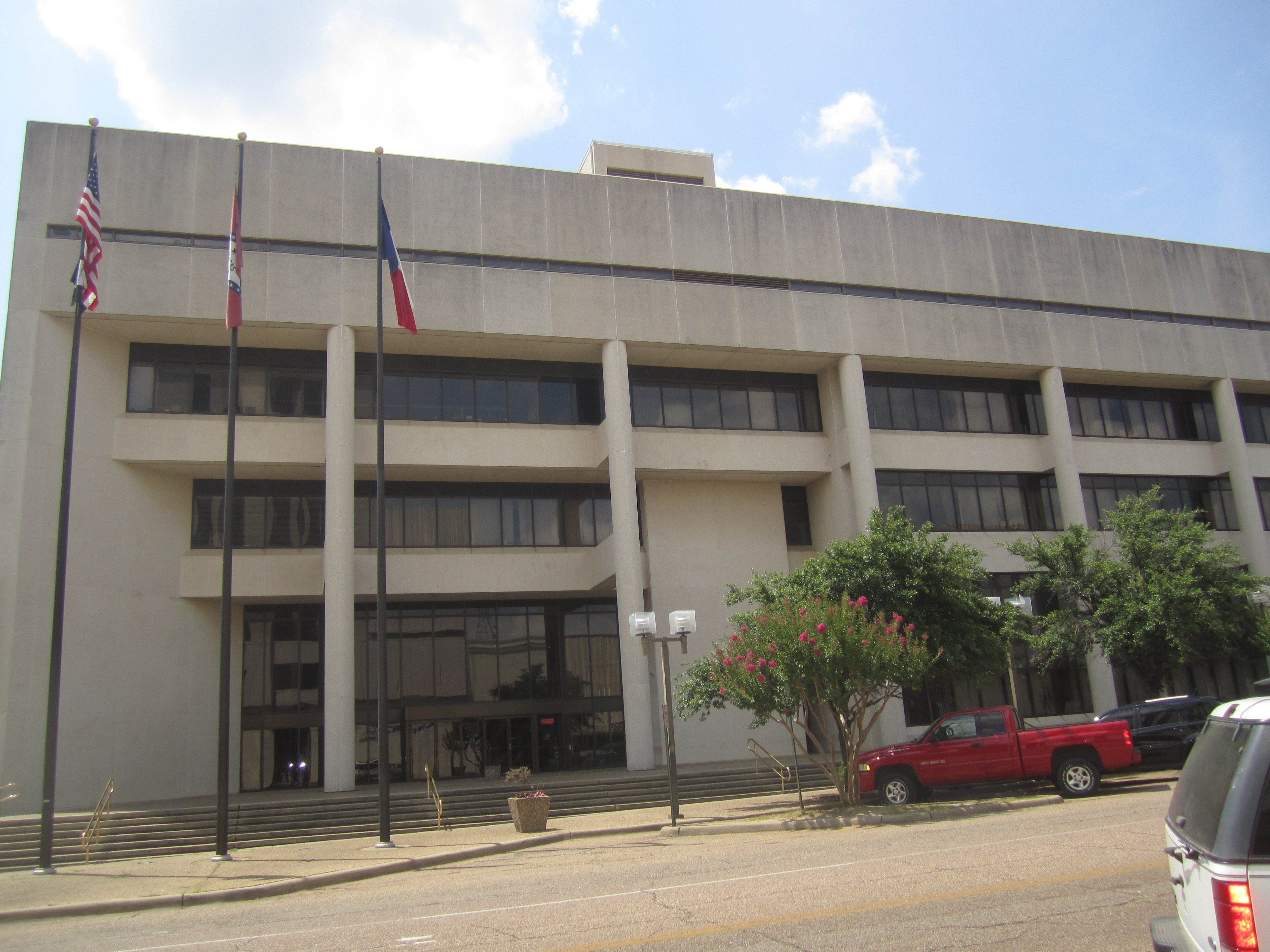
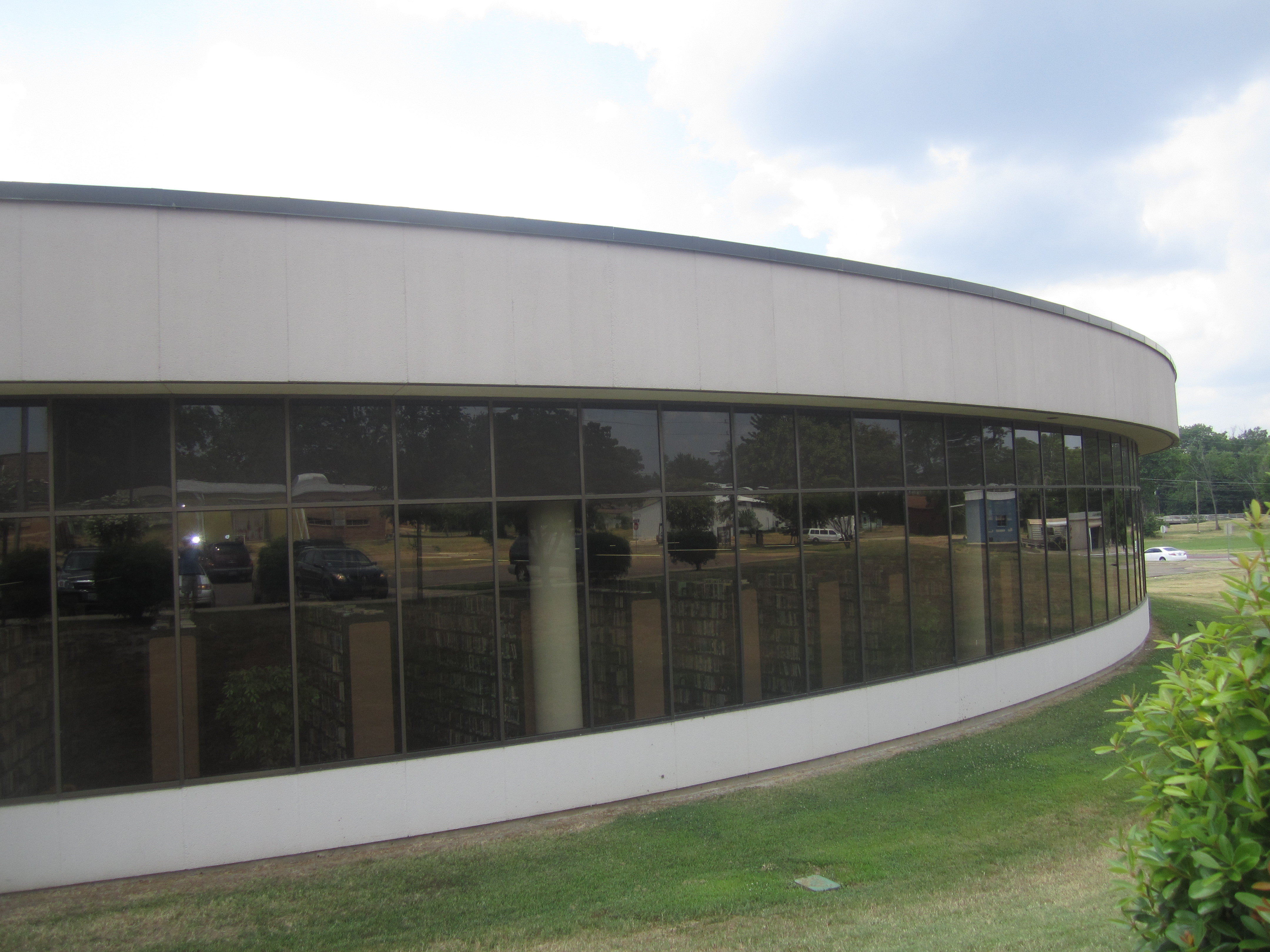
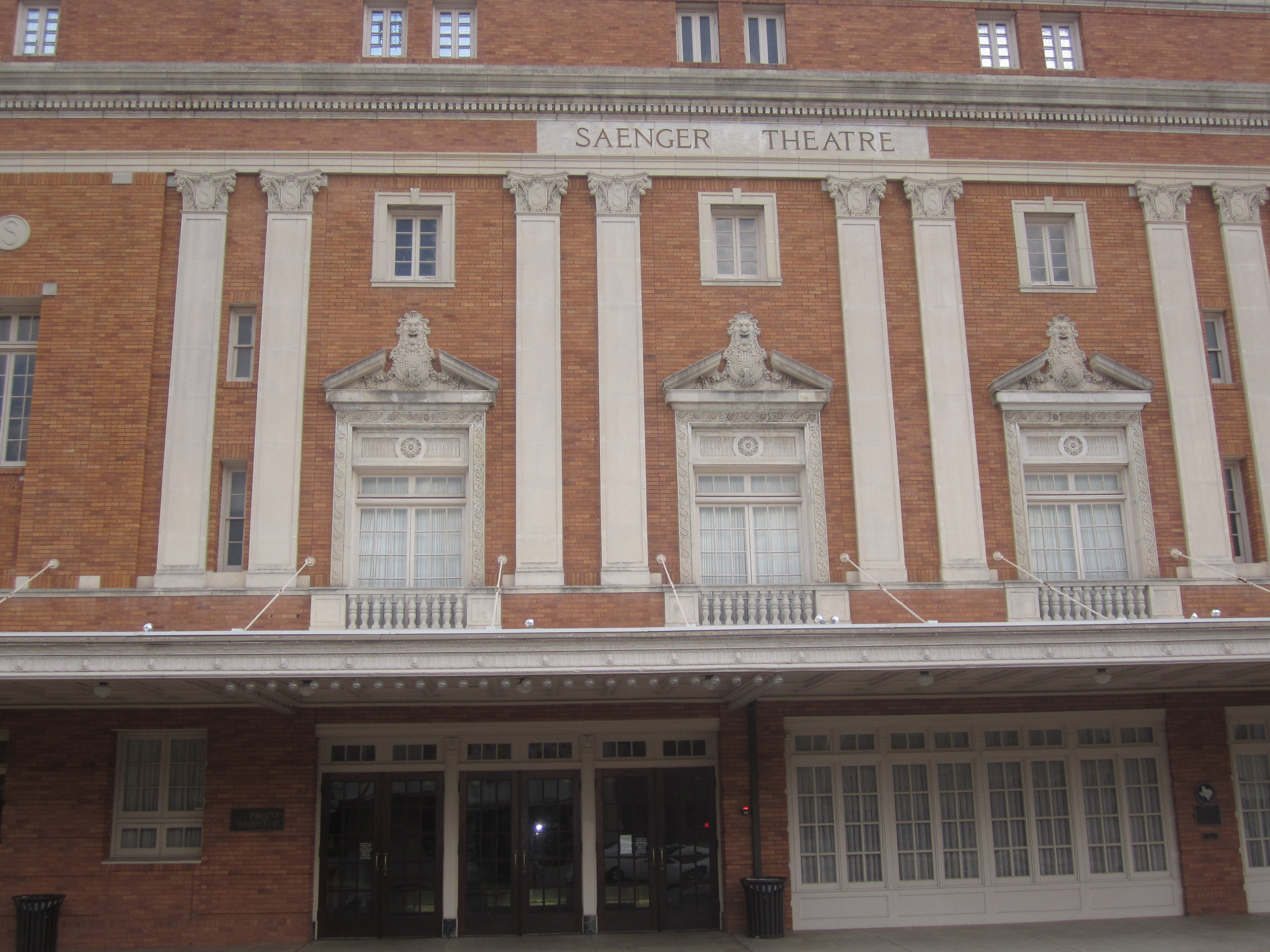
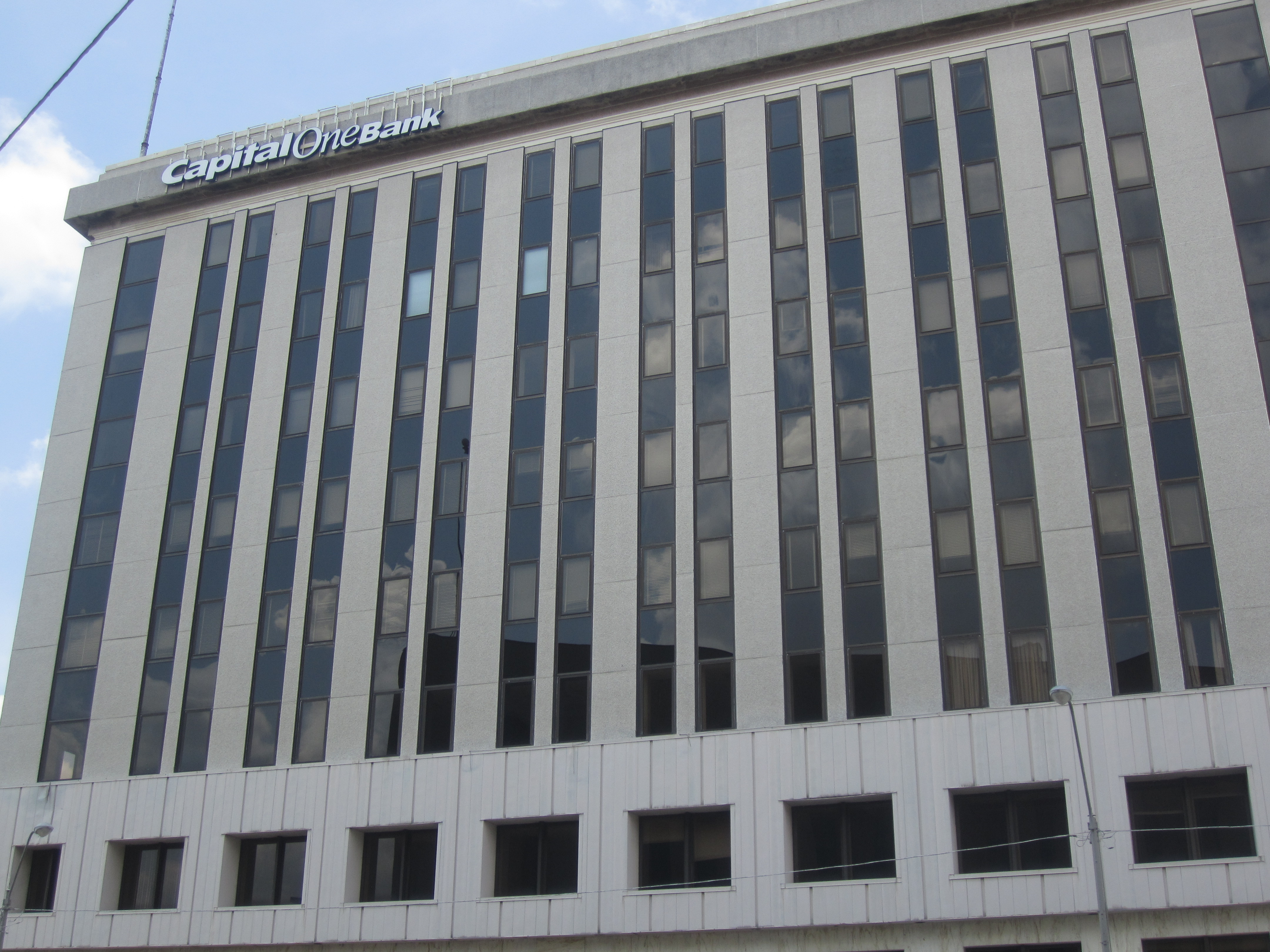
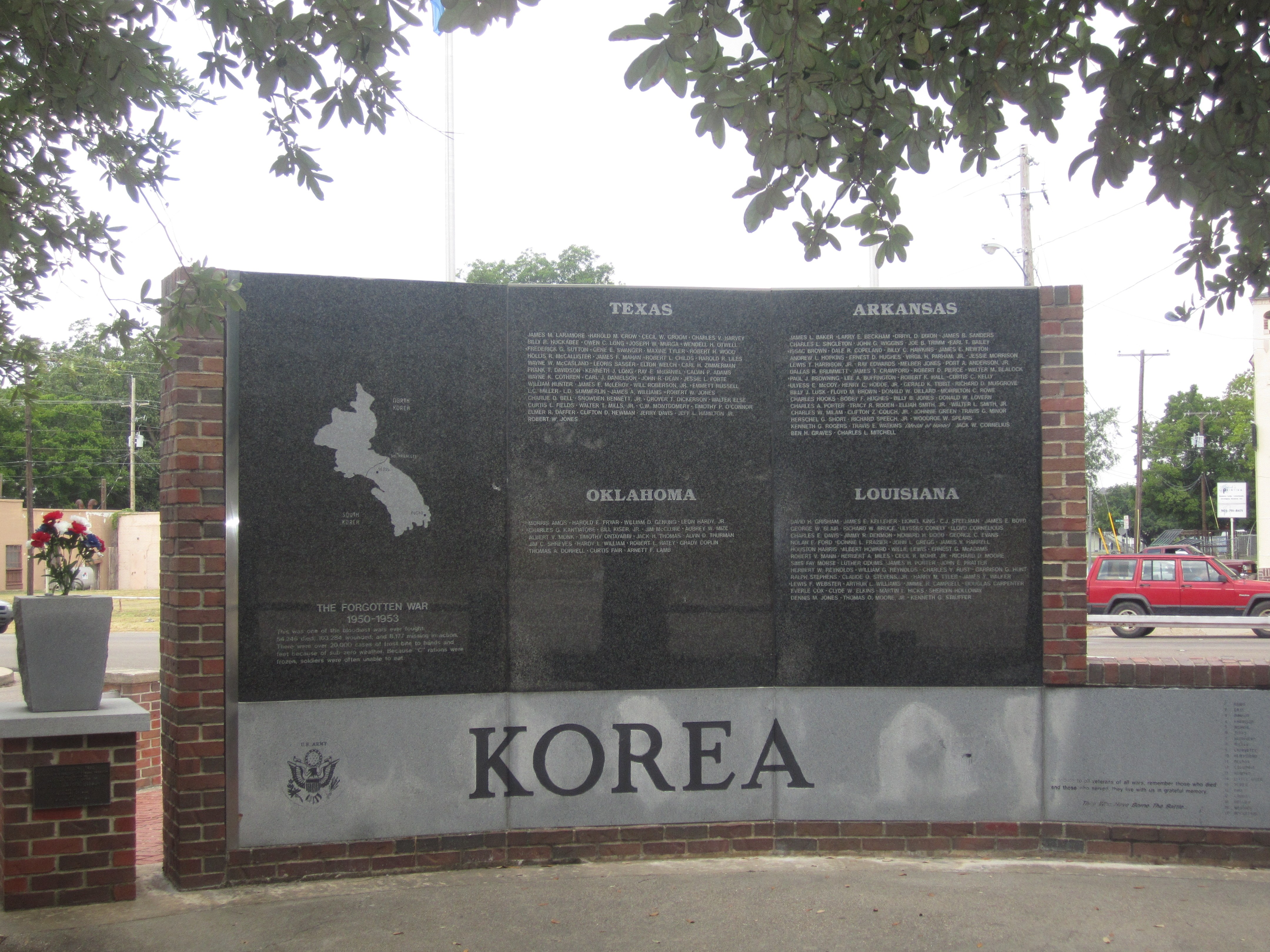
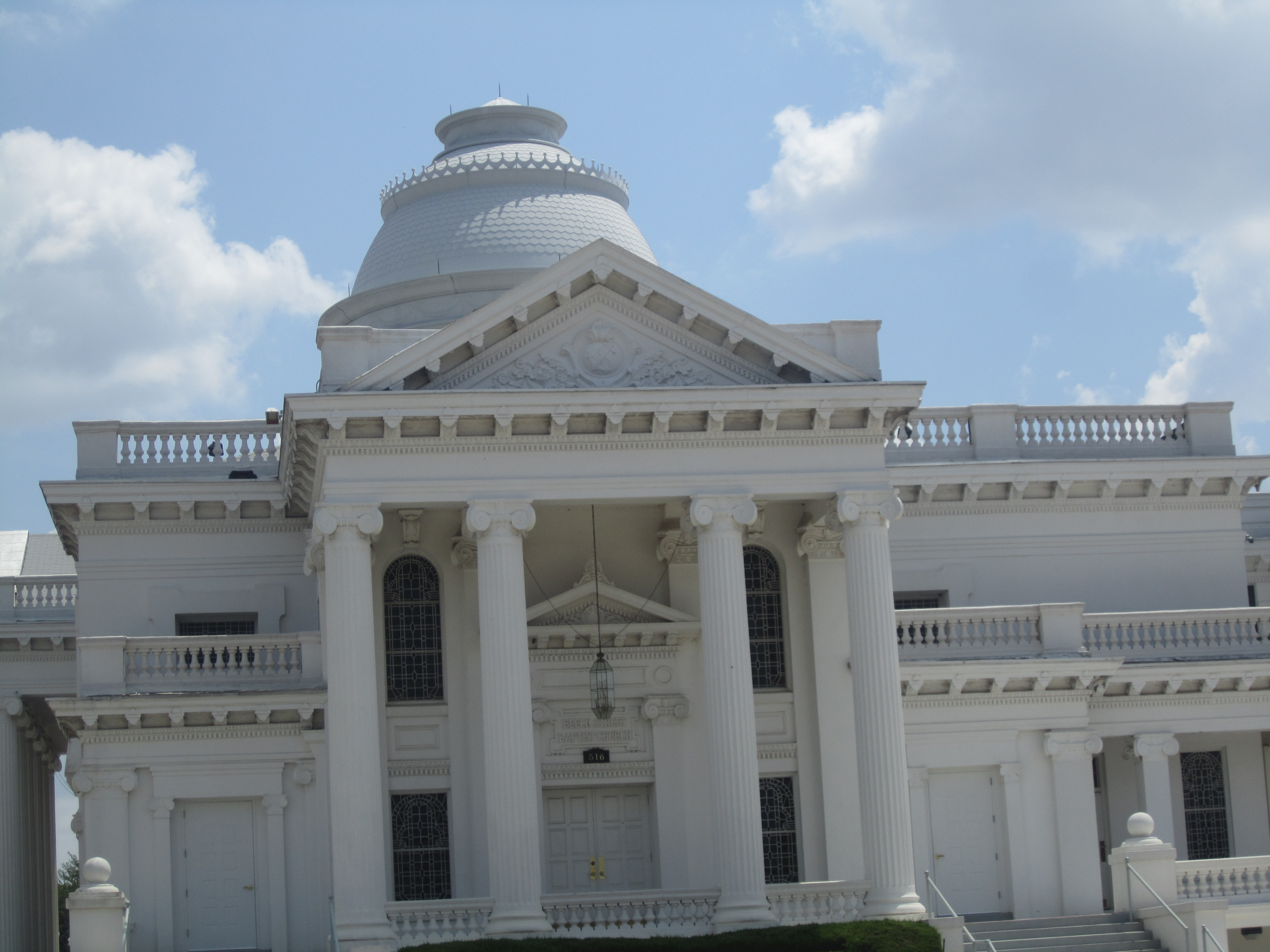
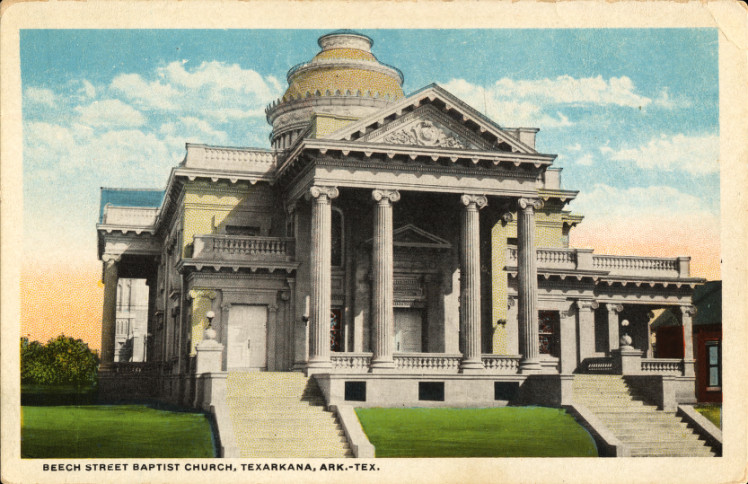
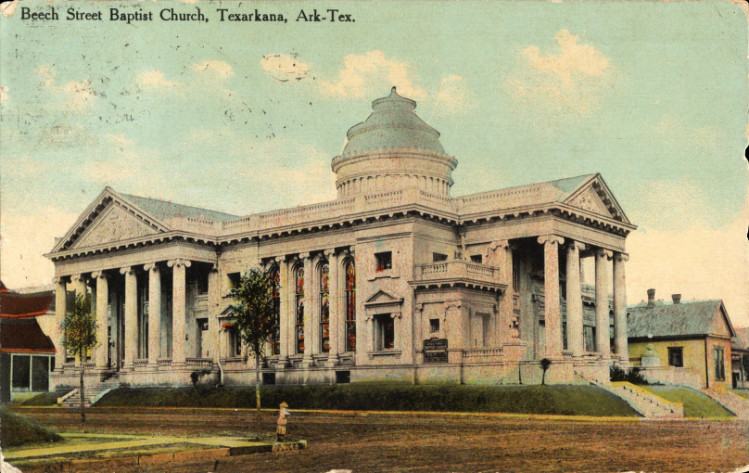
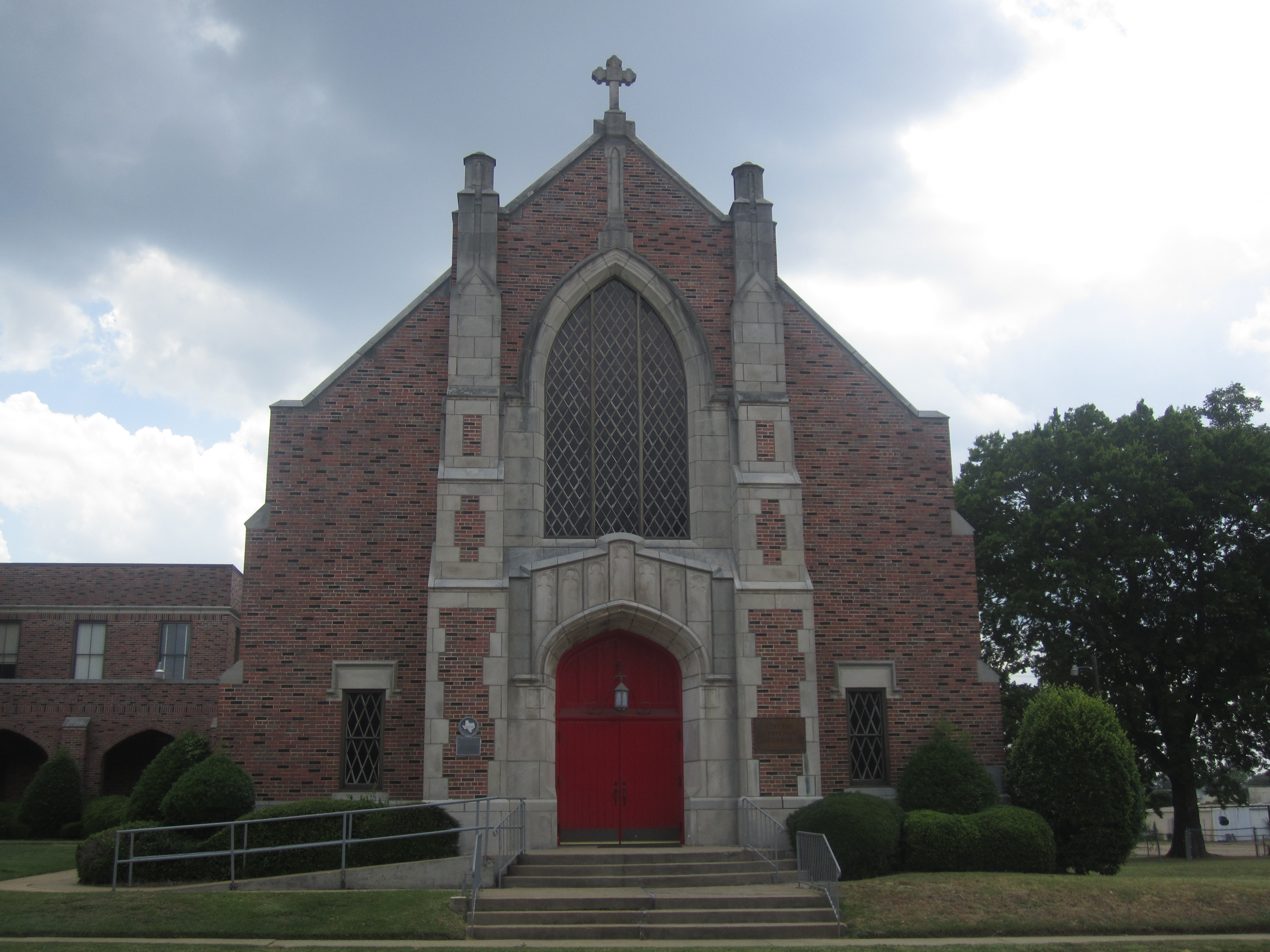
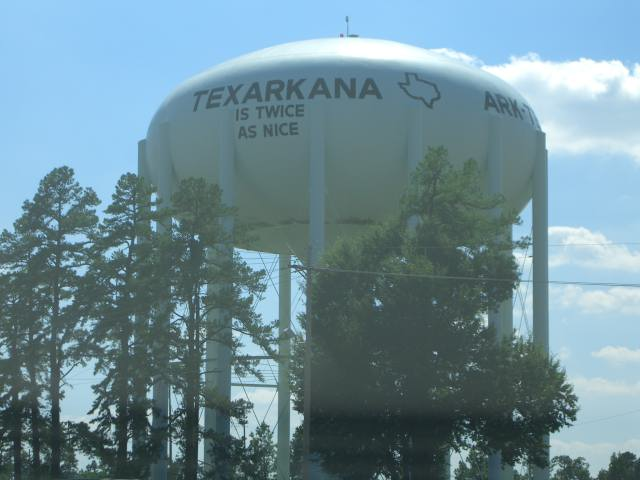